# The Definitive Act
The Definitive Act is het tweede en meest recente studioalbum van de Amerikaanse punkband Tsunami Bomb. Het album werd uitgegeven op 21 september 2004 via het Californische platenlabel Kung Fu Records op cd. Op dit album is de oorspronkelijke basgitarist van de band, Dominic Davi, vervangen door Matt McKenzie. Davi kwam in 2015 pas weer terug bij de band.
Op 1 augustus 2004 werd de single "Prologue" via Kung Fu Records in het Verenigd Koninkrijk uitgegeven ter promotie van het album aldaar. De 7-inch single bevat de nummers "Safety Song" (A-kant) en "My Machete" (B-kant).
The Definitive Act is het laatste studioalbum dat Tsunami Bomb uitbracht voordat de band in 2005 uit elkaar ging. In 2015 kwamen ze weer bij elkaar, en niet lang daarna waren er al plannen voor een derde studioalbum.

## Nummers
1. "Dawn on a Funeral Day" - 3:08
2. "Being Alright" - 3:03
3. "5150" - 2:44
4. "Safety Song" - 2:12
5. "I Bought You" - 3:13
6. "4 Robots and an Evil Scientist" - 1:24
7. "A Lonely Chord" - 3:58
8. "Epic" - 3:33
9. "Negative One to Ten" - 3:04
10. "My Machete" - 2:54
11. "Tetanus Shot" - 2:45
12. "Jigsaw" - 4:21

## Muzikanten
| Band - Matt McKenzie - basgitaar - Gabriel Lindeman - drums - Mike Griffen - gitaar - Emily "Agent M" Whitehurst - zang | Achtergrondzang - Jen Cooper - Josh English - Mark Santoro - Adam Taylor |